# ベイシティ (ミシガン州)
ベイシティ（英: Bay City）は、アメリカ合衆国ミシガン州の都市。ベイ郡の郡庁所在地である。人口は3万2661人（2020年）。ヒューロン湖のサギノー湾最奥部近くに位置している。ベイシティ都市圏の中核である。さらに広域ではサギノー・ベイシティ・サギノータウンシップノース広域都市圏に含まれている。
地形的にはサギノー川で東西に分割されており、リバティ橋、ベテランズ記念橋、インディペンデンス橋、ラファイエット・アベニュー橋と呼ばれる4つの跳ね橋で両岸が結ばれている。跳ね橋なので大型船も川を航行できる。近くのフリーランドにはMBS国際空港があり、またベイシティ市が所有するジェイムズ・クレメンツ市民空港もある。

## 歴史
ベイ郡の中で後にベイシティとなる場所に最初に入った開拓者はレオン・トロンブルだと考えられている。1831年、サギノー川の東岸に丸太小屋を建てた。町としては1837年に設立され、1865年に法人化された。1834年、ジョン・B・トルーデルが、現在の17番通りとブロードウェイの角に丸太小屋を建てた。トルーデルは後に、その住宅から川沿いに北へ、現在のインダストリアル・ブラウンホイストとなっている場所まで土地を購入し、ベイ郡となった地域では最初の恒久的住人になった。ベイシティが郡内最大の町となり、郡庁舎が置かれた。郡の機関と関連部署の大半がこの町にある。ベイシティはエセックスビル市、およびバンゴー、フランケンラスト、ハンプトン、メリット、モニター、ポーツマスの各タウンシップ（郡区）と境を接している。
ベイシティは当初「ローワーサギノー」と呼ばれており、サギノー郡の領域内にあった。1846年6月4日、ハプトンあるいはハンプトンという郵便局が開局した。ベイ郡が設立された1857年にその中に入った。町の名前をベイシティに変えたのがこの時だった。郵便局も1858年3月22日にベイシティと名称を変えた。
サギノーは1819年に開拓されて、この地域では最初の白人開拓地になったが、その近くでは水深が浅かったために大型船が航行するのは難しかった。このために船舶輸送にたよる産業の成長のためには、より水深の深いローワーサギノーが適していると考えた初期開拓者の多くが移ってきた。1860年までにベイしティは人口約2,000人、幾つかの工場や多くの小企業が操業する賑やかな町になっていた。1865年、ベイシティが市として法人化された。この時期に木材の伐採、製材、造船で多くの職が生まれ、急速な経済成長が起きた。サギノー川に木材を浮かせて製材所や工場まで運ぶ便利な手段として使った地域の初期産業は、その結果として大きな資産を手に入れた。この時代に建てられた邸宅の多くは、州や連邦政府によって歴史的記念物に指定されている。
1873年、ベイシティのパイオニア、チャールズ・C・フィッツヒュー・ジュニアとその妻ジェインが、ワシントン・アベニュー、サギノー・アベニュー、9番通り、10番通りに区切られた土地を購入して家を建てた。そこは後に市役所が建てられる場所になった。フィッツヒューはベイ郡内の土地25,000エーカー (100 km2) 以上についてのエージェントとして、大規模に荒野や農地を取り扱った。この時期、ワシントン・アベニューは住宅の開発が進んだ通りだった。サギノー川に近いウォーター通りに沿って企業が集中した。時代が進んで、企業はワシントン・アベニューにも拡張し始めた。1891年、フィッツヒューは、「市役所と事務所の建設に使われ、その他の目的では使わない」という条項で、8,500ドルで土地をベイシティ市に売却した。
1905年までベイシティ市はサギノー川の東岸に限られていたが、この年ウェストベイシティが併合された。
19世紀後半、市内には製材所や造船所など現在は閉鎖された工場が幾つかあった。1975年12月31日に操業を止めたデフォー造船会社はアメリカ海軍とオーストラリア海軍のために、護衛駆逐艦、誘導ミサイル駆逐艦、巡視艇を建造した。この海軍に関わる強い歴史遺産を維持するために、サギノーバレー海軍艦船博物館が海軍海上システムコマンドに働きかけ、USSエドソンを博物館船として持ってきた。2012年8月7日にエセックスビルの暫定母港に落ち着くことになった。他にも市の産業史で重要なのがインダストリアル・ブラウンホイストであり、大型クレーンを建設したことで知られている。

### 市の歴史で重要な出来事
1990年9月、タンカーのMVジュピターが、トータル・ペトロリアム・ターミナルでガソリンを陸揚げしていた。通りかかった貨物船のバッファローがかなりの速度で移動し、その作った航跡のためにジュピターを桟橋から解き放ってしまった。火災と爆発が続き、1人の男が溺れた。その後かなりの法廷闘争が行われ、バッファロー所有者に不利な裁定が下ったが、控訴された。控訴裁判所の裁定は下級審の判断を支持し、バッファローの過剰な速度に対して責任の50%、ドックの運営者は腐った木製杭について責任の25%、ジュピターはその積荷に対する不適切な作業について25%の責任があるとした。
2009年1月、ベイシティが全額所有する電力会社ベイシティ電灯電力が、マービン・シャーの家に受電を制限する「リミッター」を取り付けた。シャーは93歳の契約者であり、1,000ドルを超える未払い額があった。ベイシティ電灯電力はリミッターを付けることで顧客に未収金を集めるという意思表示をした。市の職員はシャーの家を訪ねることができず、その後シャーは既に小切手を作っていたがそれを郵送できていなかったことが判明した。シャーはそれから数日後に低体温症で死亡した。その死の翌日、ベイシティ電灯電力は全ての世帯からリミッターを取り外した。後にシャーはその遺産をベイ地域医療センターに遺贈したことが分かった。家族の推計では、その額は50万ドルを超えるとされていた。
2010年10月12日、建設から113年を経た歴史ある市役所で、屋根裏の火事でスプリンクラーを2時間近く作動させ、少なからぬ損傷を受けた。損傷の大半はスプリンクラーからの水によるものだった。火事は160万ドルを掛けた屋根工事の最中に起きた。調査の結果、出火場所で労働者がグラインダーを使ってボルトを切断しており、その火花が火事に繋がったと判断された。現場にきた消防士は、近付きがたい場所だったので、5時間近くも火と戦うことになった
。

## 地理
アメリカ合衆国国勢調査局に拠れば、郡域全面積は11.21平方マイル (29.03 km2)であり、このうち陸地10.17平方マイル (26.34 km2)、水域は1.04平方マイル (2.69 km2)で水域率は9.27%である。人口は減る傾向にあるが、ヒューロン湖の沿岸ではアメリカ合衆国で最大の都市のままである。次点はポートヒューロンである。五大湖の他の4湖では最大の都市がシカゴ、トロント、クリーブランド、サンダーベイであり、それらに比べるとかなり小さい。
サギノー市やミッドランド市と共に「トリ・シティーズ」地域を形成し、フリント/トリシティーズ地域に属している。やはりフリント/トリシティーズ地域に入る「ミシガン州の親指」地域に入っているとも見られる。

### 地区
- ウェストベイシティ、サギノー川西岸の地域、以前は独立した市だった[7][14]
- ブルックス、ヒューロン・アンド・イースタン鉄道とホッチキス道路およびユークリッド・アベニューの交差する場所、フランケンラスト・タウンシップやモニター・タウンシップと境を接する地区[15]

## 交通

### 主要高規格道路

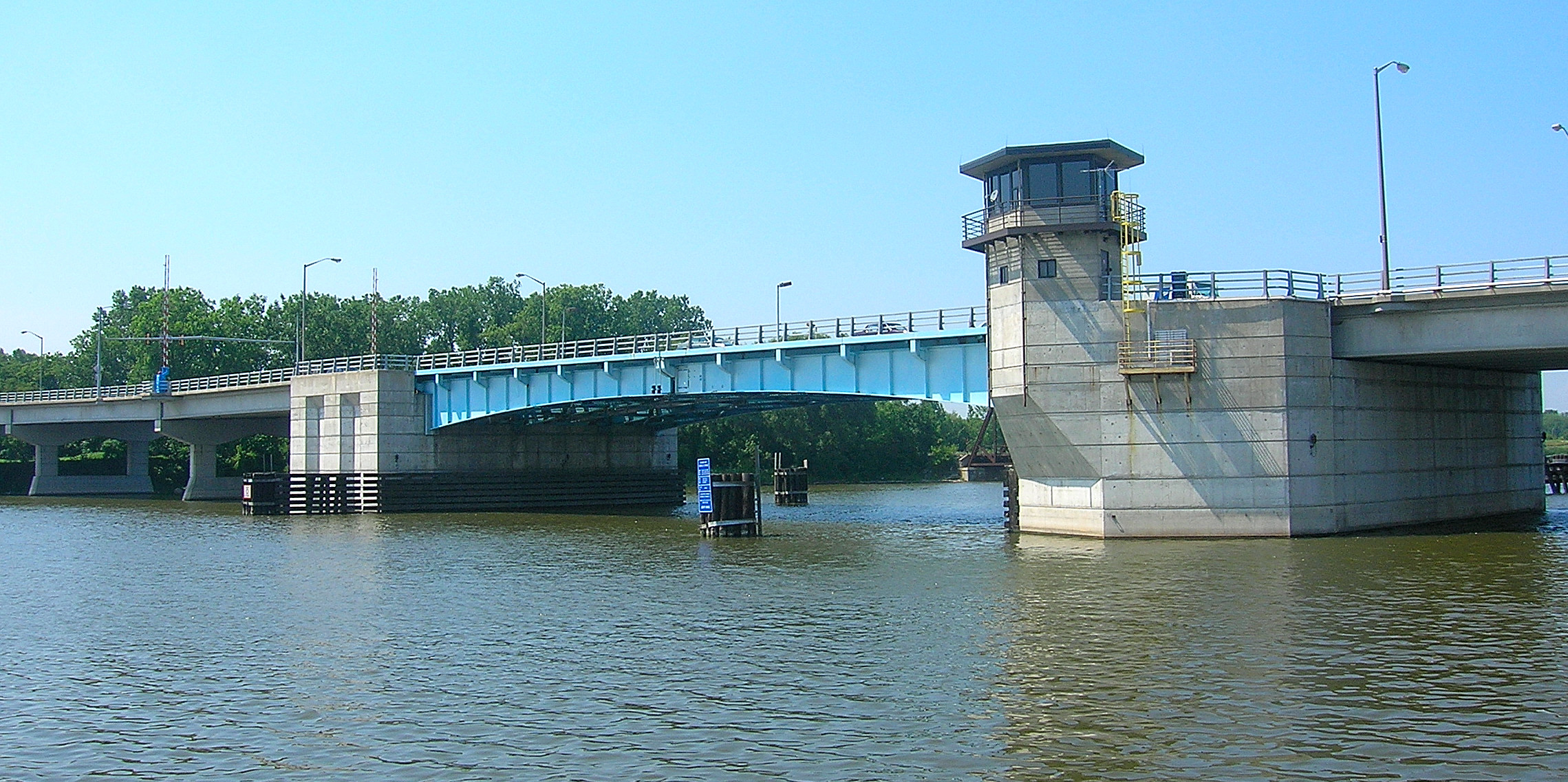
リバティ橋

- 州間高速道路75号線
- 州間高速道路75号線産業道路
- アメリカ国道10号線
- アメリカ国道23号線
- ミシガン州道13号線
- ミシガン州道13号線接続路、かつては国道23号線の一部であり、現在は州間高速道路75号線とミシガン州道13号線を繋ぐ自動車専用道
- ミシガン州道15号線
- ミシガン州道25号線
- ミシガン州道84号線
- ミシガン州道247号線

### 橋
4つの近代的跳ね橋が、ベイシティを東西に分けるサギノー川に架かっている。1938年に開通したラファイエット・アベニュー橋はミシガン州道13号線と同84号線を通している。ベテランズ記念橋は1957年の開通であり、ミシガン州道25号線が通っている。インディペンデンス橋は1973年に開通し、トルーマン・パークウェイが通り、1893年に建設されたベリンダ通り橋に代わった。リバティ橋は1990年に開通し、西岸のバーモント通りと東岸のウッドサイド・アベニューを繋いでいる。

### 気候
ベイシティは湿潤大陸性気候（ケッペンの気候区分"Dfb"）である。暑く湿度の高い夏と、寒く時には厳寒になる冬というように、温度差が大きいのが特徴である。

## 人口動態

### 2010年国勢調査
以下は2010年の国勢調査による人口統計データである。
| 基礎データ - 人口: 34,932 人 - 世帯数: 14,436 世帯 - 家族数: 8,546 家族 - 人口密度: 1,326.2人/km2（3,434.8人/mi2） - 住居数: 15,923 軒 - 住居密度: 604.5軒/km2（1,565.7/mi2） 人種別人口構成 - 白人: 89.7% - アフリカン・アメリカン: 3.5% - ネイティブ・アメリカン: 0.6% - アジア人: 0.5% - その他の人種: 1.8% - 混血: 3.9% - ヒスパニック・ラテン系: 8.5% | 年齢別人口構成 - 18歳未満: 24.9% - 18-24歳: 9.7% - 25-44歳: 27.2% - 45-64歳: 25.8% - 65歳以上: 12.3% - 年齢の中央値: 36歳 - 性比（女性100人あたり男性の人口） - 総人口: 94.9 世帯と家族（対世帯数） - 18歳未満の子供がいる: 31.7% - 結婚・同居している夫婦: 37.0% - 未婚・離婚・死別女性が世帯主: 16.6% - 非家族世帯: 40.8% - 単身世帯: 33.7% - 65歳以上の老人1人暮らし: 11.3% - 平均構成人数 - 世帯: 2.38人 - 家族: 3.04人 |

### 2000年国勢調査
以下は2000年の国勢調査による人口統計データである。
| 基礎データ - 人口: 36,817 人 - 世帯数: 15,208 世帯 - 家族数: 9,322 家族 - 人口密度: 1,365.5人/km2（3,537.1 人/mi2） - 住居数: 16,259 軒 - 住居密度: 603.0軒/km2（1,562.0 軒/mi2） 人種別人口構成 - 白人: 91.19% - アフリカン・アメリカン: 2.72% - ネイティブ・アメリカン: 0.74% - アジア人: 0.53% - 太平洋諸島系: 0.01% - その他の人種: 2.47% - 混血: 2.33% - ヒスパニック・ラテン系: 6.72% | 年齢別人口構成 - 18歳未満: 25.5% - 18-24歳: 9.4% - 25-44歳: 30.5% - 45-64歳: 20.5% - 65歳以上: 14.1% - 年齢の中央値: 35歳 - 性比（女性100人あたり男性の人口） - 総人口: 92.9 - 18歳以上: 88.6 世帯と家族（対世帯数） - 18歳未満の子供がいる: 30.2% - 結婚・同居している夫婦: 42.4% - 未婚・離婚・死別女性が世帯主: 14.7% - 非家族世帯: 38.7% - 単身世帯: 32.9% - 65歳以上の老人1人暮らし: 12.8% - 平均構成人数 - 世帯: 2.38人 - 家族: 3.04人 | 収入と家計 - 収入の中央値 - 世帯: 30,425米ドル - 家族: 38,252米ドル - 性別 - 男性: 32,094米ドル - 女性: 21,494米ドル - 人口1人あたり収入: 16,550米ドル - 貧困線以下 - 対人口: 14.6% - 対家族数: 10.3% - 18歳未満: 19.1% - 65歳以上: 10.5% |

## 市政府
ベイシティは市政委員会・マネジャー方式の政府を採用している。4年間任期で選出される市長は市政委員会を主宰し、その他の委員を指名する権限があり、その場合には市政委員会の承認を得ることになっている。市政員は9人であり、小選挙区から選出される。任期は4年間である。2年毎に4人または5人が改選される。市政の日々の管理は、市政委員会が選んだマネジャーによって行われる。

### 市の代表
ベイシティは次の選挙区に入っている
- アメリカ合衆国議会下院ミシガン州第5選挙区
- ミシガン州議会下院第96選挙区
- ミシガン州議会上院第31選挙区

## 経済
ミシガン・シュガー社がベイシティを本拠にしている。

## 主要雇用主
ベイシティの2011年包括的財務報告書に拠れば、市内の主要雇用主は次の通りである。
| 順位 | 雇用主                                     | 従業員数 |
| ---- | ------------------------------------------ | -------- |
| 1    | ベイ地域医療センター                       | 1,749    |
| 2    | ベイシティ公共教育学区                     | 921      |
| 3    | ベイ郡                                     | 525      |
| 4    | S・C・ジョンソン & サン                    | 398      |
| 5    | ベイシティ市                               | 345      |
| 6    | GM パワートレイン                          | 325      |
| 7    | ダブルツリー                               | 133      |
| 8    | ケミカル・フィナンシャル・コーポレーション | 128      |
| 9    | インディペンデント銀行                     | 125      |
| 10   | F・P・ホラク                               | 124      |

## 文化

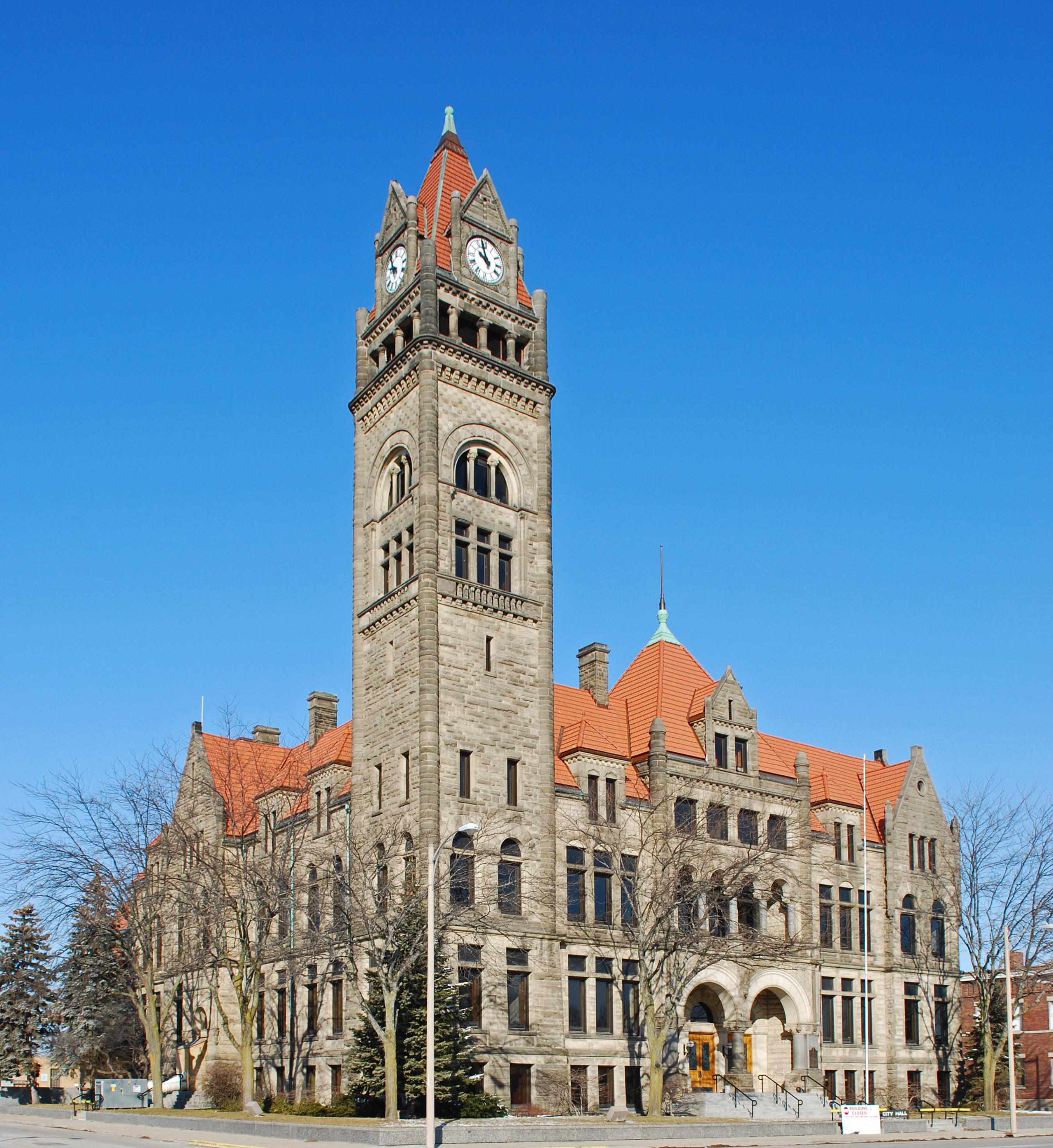
ベイシティ市役所

ベイシティは、夏の間に行われる多くの祭や祝典で中央ミシガンでも知られている。その中には、リバー・ロアー（川での大騒ぎ）、セントスタンのポーランド祭、ベイシティ花火大会、リバー・オブ・タイム生きている歴史再現がある。これら行事の多くはサギノー川の片岸あるいは両岸で行われ、東岸のウィノナ公園や西岸の大きなベテランズ記念公園で行われることが多い。
ベイ郡歴史博物館がワシントン・アベニューにあり、巡視艇水夫協会の記録保管所に指定され、また地域の歴史に関する多くの展示物もある。過去の数年間で著しく拡張されてきた。歴史ある市役所に隣接するワシントン・アベニューの元武器庫に入っている。
ベイ郡図書館システムには市内にある2つの公共図書館が入っている。
スコットランドのバンドであるベイ・シティ・ローラーズは、地図に向かって無作為に投げられたダートが刺さった場所として、ベイシティの名前を採ったものである。
マドンナはベイシティで生まれており、全国放送のテレビ番組で「ミシガン北部の嫌なちっちゃな町」とベイシティのことを語っていた。
ベイシティの市旗は青地に市のロゴが入ったものである。当初のデザインからは変わってきた。

## 伝承と民話
地元民の間では、ベイシティの水際を度々訪れた悪名高い木樵ファビアン・"サギノー・ジョー"・フルニエに基づいて、仮想の木樵ポール・バニアンの話が作られたとされている。

## 教育

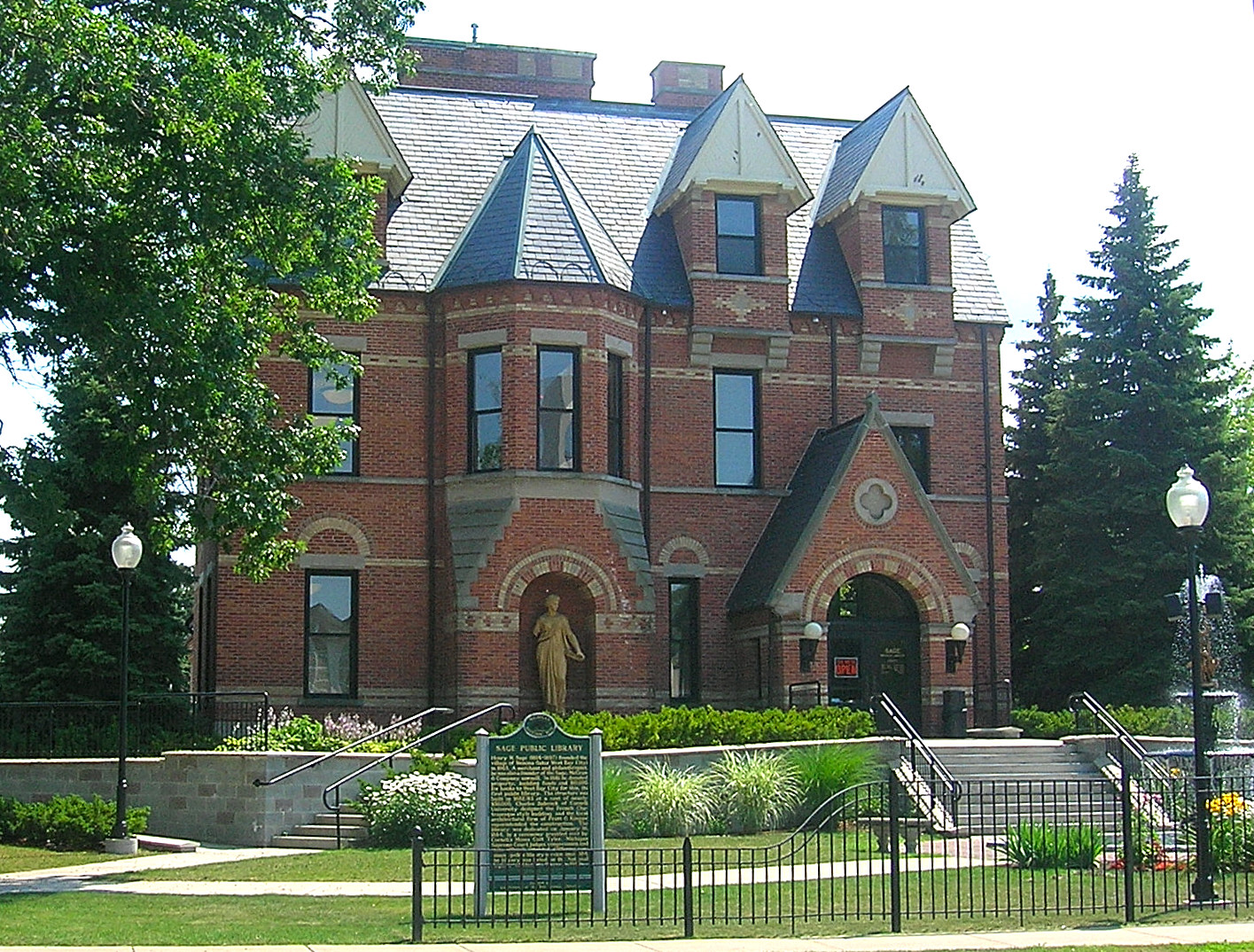
ヘンリー・W・セイジ図書館

ベイシティ公共教育学区が小学校8校、中学校2校、高校3校を管轄している。
バンゴー・タウンシップ教育学区が小学校3校、中学校1校、高校1校を運営している。
エセックスビル・ハンプトン公共教育学区が小学校3校、中学校1校、高校1校を運営している。
ベイエリア・カトリック学校が小学校4校、中学校1校、高校1校を運営している。
ベイ・アレナック・コミュニティ高校がチャーター・オールターナティブ中等学校を運営している
モザイカ教育 Inc.がチャータースクールのベイ郡公立学校アカデミーを運営し、幼稚園から8年生までを教えている。

### 高等教育機関
- デルタ・カレッジ - 近くのユニバーシティセンターにあり、ベイシティ中心街には学外キャンパスがある
- サギノーバレー州立大学 - 近くのユニバーシティセンターにある

## 事業地区
- バンクス事業地区 - マーケット・アベニュー沿い、オハイオ通りから北ハリー・S・トルーマン・パークウェイまで
- ブロードウェイ・アベニュー事業地区 - ラファイエット・アベニューから南にマクグロー・アベニューまで
- コロンバス・アベニュー事業地区 - ワシントン・アベニューからベイ医療センター病院まで
- ベイシティ中心街 - マディソン・アベニューとサギノー川の間[23]
- ジョンソン通り事業地区 - センター・アベニューからウッドサイド通りまで
- ラファイエット/ソルズバーグ/コシューシコ事業地区 - ソルズバーグ沿いコシューシコの東（ラファイエット・アベニューがコシューシコ・アベニューに変わる）
- ミッドランド通り歴史地区 - 川の西岸に近い地域、市内でも人気の高いバーがある
- 産業地区 - モートン通り、ハリソン通り、ウッドサイド・アベニュー、マーケット産業センター。会社としては、GM パワートレイン、S・C・ジョンソン & サン、カーボン・オブ・アメリカ/ウルトラ・カーボン事業部、カーコー・マニュファクチャリング、グージョン、ヨーク・エレクトリックがある
- ベイシティ・モール地域（市域内にはないが、隣接するバンゴー・タウンシップの中にある） - ワイルダー道路のステートストリート道路沿い。ベイシティモールを含む（J.C.ペニー、シアーズ、ターゲット、ユンカース）; その他にウォルマート、ザ・ホーム・デポ
- ウォーター通り - ミシガン州最大のアンティーク地区がある

## 見どころ
- アップルドア・トール・シップス[24]
- アートセンター/スタジオ23[25]
- ステート劇場

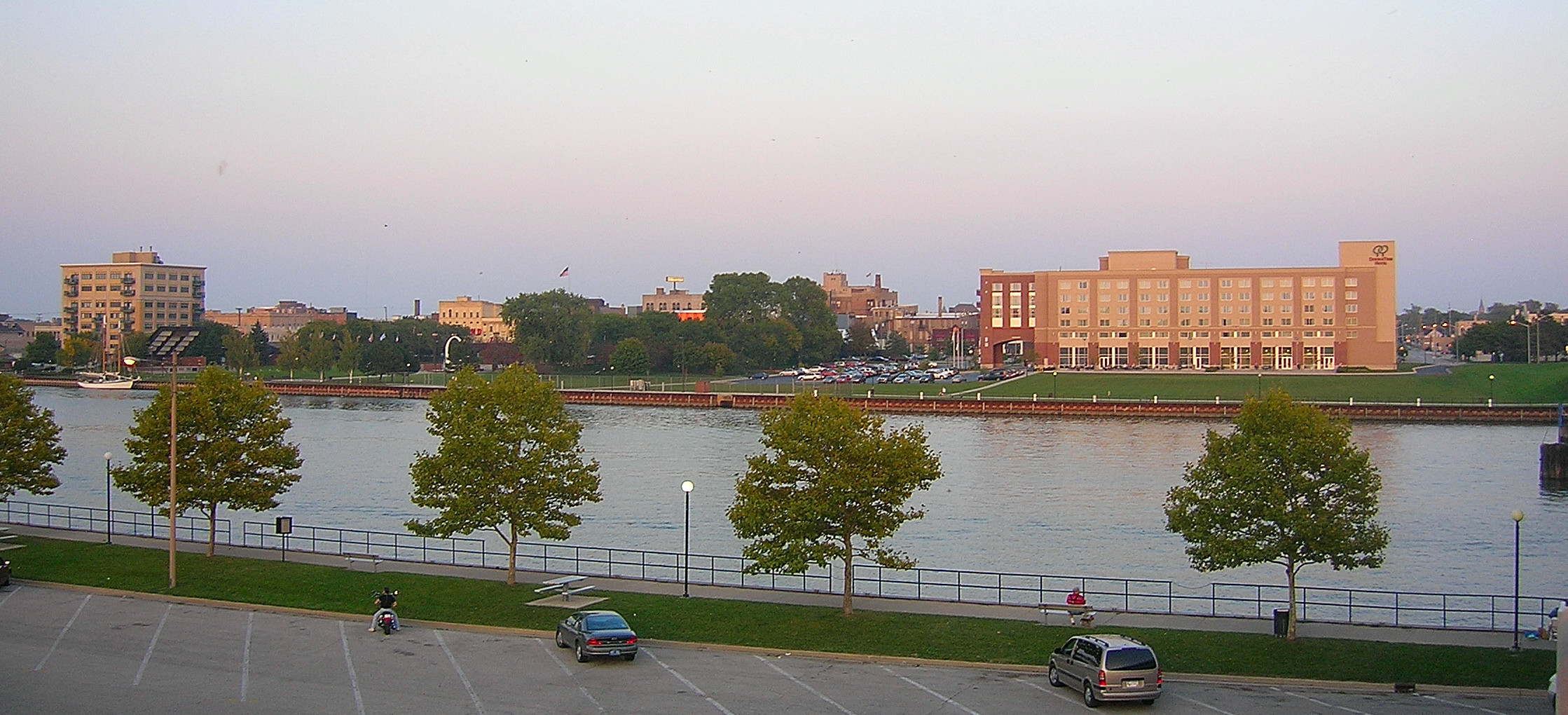
西岸のベテランズ記念公園からベイシティ東岸を眺める

- デルタ・カレッジ・プラネタリウムと学習センター[26]
- ベイ郡シビック・アリーナ[27]
- ベイ郡歴史博物館[28]
- ベイシティ州立レクリエーション地域
- ベイシティのアンティーク玩具と消防車博物館[29]
- トロンブリー・ハウス（郡内最古の建物）
- センターアベニュー歴史地区[30]

## メディア
市内の主要新聞は「ベイシティ・タイムズ」である。
ベイシティはフリント・サギノー・ベイシティ・テレビ市場に入っており、またサギノー・ベイシティ・ミッドランド・ラジオ市場に属している。

## 著名な出身者
- マドンナ - 歌手、女優、ベイシティ生まれ、ロチェスター育ち[31]
- バタービーン - プロボクサー、キックボクサー、総合格闘家
- ジョン・ギャレルズ - 陸上競技選手、1908年ロンドンオリンピックで銀メダルと銅メダル
- ジョン・リスト - 大量殺人犯[32]
- リック・スタイナーとスコット・スタイナー (Scott Steiner) - プロレスラー
- アニー・エドソン・テイラー  - ナイアガラ滝を樽に乗って下り、初めて生還した
- チャールズ・ビーチャー・ウォーレン（1870年-1936年）- 外交官、駐日大使、駐墨大使

## 姉妹都市
- ドイツ、アンスバッハ
- カナダ、オンタリオ州ゴドリッチ
- トーゴ、ロメ
- ポーランド、ポズナン